# 王云霏
王云霏（1976年3月—），男，汉族，辽宁昌图人（另说内蒙古根河人），现任中共德宏州委书记。在职博士研究生学历，中国共产党党员，中共二十大代表。

## 生平
王云霏于1997年9月参加工作。2017年4月任中华人民共和国教育部办公厅副主任，2018年11月转任教育部发展规划司副司长。2021年7月调任云南省教育厅厅长、党组书记。2025年8月，任中共德宏州委书记。